# Liste des épisodes de The Walking Dead
Ne doit pas être confondu avec Liste des webisodes de The Walking Dead.
La liste des épisodes de The Walking Dead, série télévisée américaine, est constituée de 177 épisodes

## Panorama des saisons
| Saison | Épisodes | Années    | Diffusion originale sur AMC | Diffusion originale sur AMC |
| Saison | Épisodes | Années    | Début de saison             | Fin de saison               |
| ------ | -------- | --------- | --------------------------- | --------------------------- |
| 1      | 6        | 2010      | 31 octobre 2010             | 5 décembre 2010             |
| 2      | 13       | 2011-2012 | 16 octobre 2011             | 18 mars 2012                |
| 3      | 16       | 2012-2013 | 14 octobre 2012             | 31 mars 2013                |
| 4      | 16       | 2013-2014 | 13 octobre 2013             | 30 mars 2014                |
| 5      | 16       | 2014-2015 | 12 octobre 2014             | 29 mars 2015                |
| 6      | 16       | 2015-2016 | 11 octobre 2015             | 3 avril 2016                |
| 7      | 16       | 2016-2017 | 23 octobre 2016             | 2 avril 2017                |
| 8      | 16       | 2017-2018 | 22 octobre 2017             | 15 avril 2018               |
| 9      | 16       | 2018-2019 | 7 octobre 2018              | 31 mars 2019                |
| 10     | 22       | 2019-2021 | 6 octobre 2019              | 4 avril 2021                |
| 11     | 24       | 2021-2022 | 22 août 2021                | 20 novembre 2022            |

## Liste des épisodes

### Première saison (2010)
Lors de sa diffusion aux États-Unis, l'épisode pilote a eu une durée exceptionnelle de 90 minutes, incluant les coupures publicitaires (soit 1 h 10 d'épisode effectif).
1. Passé décomposé (Days Gone Bye)
2. Tripes (Guts)
3. T'as qu'à discuter avec les grenouilles (Tell It to the Frogs)
4. Le Gang (Vatos)
5. Feux de forêt (Wildfire)
6. Sujet-test 19 (TS-19)

Source des titres originaux
Source des titres FR

### Deuxième saison (2011-2012)
Le 26 octobre 2010, la série a décroché une deuxième saison de treize épisodes,. 
1. Ce qui nous attend (What Lies Ahead)
2. Saignée (Bloodletting)
3. Le Tout pour le tout (Save the Last One)
4. Rose cherokee (Cherokee Rose)
5. Le Chupacabra (Chupacabra)
6. Secrets (Secrets)
7. Déjà plus ou moins mort (Pretty Much Dead Already)
8. Nebraska (Nebraska)
9. Le Doigt sur la détente (Triggerfinger)
10. À dix-huit miles, au moins (18 Miles Out)
11. Juge, juré et bourreau (Judge, Jury, Executioner)
12. Les Meilleurs Anges de notre nature (Better Angels)
13. Près du feu mourant (Beside the Dying Fire)

Source des titres originaux
Source des titres FR

### Troisième saison (2012-2013)
Le 25 octobre 2011 à la suite des records d'audiences des deux premiers épisodes de la deuxième saison, la chaîne a annoncé le renouvellement de la série pour une troisième saison de treize épisodes. Le 15 janvier 2012, AMC a commandé trois épisodes supplémentaires à la troisième saison, soit un total de seize épisodes.
1. Graines (Seed)
2. Malade (Sick)
3. Marchez avec moi (Walk with Me)
4. Un tueur à l'intérieur (Killer Within)
5. Dis-le (Say the Word)
6. La Traque (Hounded)
7. Quand les morts approchent (When the Dead Come Knocking)
8. Une vie de souffrance (Made to Suffer)
9. Le Roi du suicide (The Suicide King)
10. Chez nous (Home)
11. Entre deux feux (I Ain't a Judas)
12. Retrouvailles (Clear)
13. Une flèche sur la porte (Arrow on the Doorpost)
14. La Proie (Prey)
15. Cette triste vie (This Sorrowful Life)
16. Bienvenue dans le tombeau (Welcome to the Tombs)

Source des titres originaux
Source des titres FR

### Quatrième saison (2013-2014)
Le 21 décembre 2012, la série a été renouvelée pour une quatrième saison de seize épisodes, diffusée à partir du 13 octobre 2013 sur AMC.
1. 30 jours sans accident (30 Days Without an Accident)
2. Infectés (Infected)
3. Isolement (Isolation)
4. Indifférence (Indifference)
5. Internement (Internment)
6. Appât vivant (Live Bait)
7. Poids mort (Dead Weight)
8. Désespéré (Too Far Gone)
9. Après (After)
10. Détenus (Inmates)
11. Revendiqué (Claimed)
12. Parenthèse (Still)
13. Seul (Alone)
14. Le Verger (The Grove)
15. Nous (Us)
16. A (A)

Sources des titres originaux,
Sources des titres FR

### Cinquième saison (2014-2015)
Le 29 octobre 2013, la série a été renouvelée pour une cinquième saison de seize épisodes, à la suite du succès d'audience de la saison précédente (14,3 millions de téléspectateurs). Elle a été diffusée du 12 octobre 2014 au 29 mars 2015 sur AMC, aux États-Unis.
1. Pas de sanctuaire (No Sanctuary)
2. Étrangers (Strangers)
3. Quatre murs et un toit (Four Walls and a Roof)
4. L'Hôpital (Slabtown)
5. Développement personnel (Self Help)
6. Anéanti (Consumed)
7. Croix (Crossed)
8. Coda (Coda)
9. Ce qui s'est passé et le monde dans lequel on vit (What Happened and What's Going On)
10. Les Autres (Them)
11. La Distance (The Distance)
12. Souvenez-vous (Remember)
13. Oublier (Forget)
14. Perte (Spend)
15. Essayer (Try)
16. Conquérir (Conquer)

Sources des titres originaux,,
Sources des titres FR

### Sixième saison (2015-2016)
Le 7 octobre 2014, soit cinq jours avant le début de la diffusion de la cinquième saison, la série a été renouvelée pour une sixième saison de seize épisodes. Elle a été diffusée u 11 octobre 2015, au 3 avril 2016 sur AMC, aux États-Unis.
1. Comme si c'était la première fois (First Time Again)
2. Survivre d'une manière ou d'une autre (en Just Survive Somehow)
3. Merci (Thank You)
4. Ici n'est pas ici (Here's Not Here)
5. Maintenant (Now)
6. Toujours responsable (Always Accountable)
7. Attention (Heads Up)
8. D'un bout à l'autre (Start to Finish)
9. Sans issue (No Way Out)
10. L'Autre Monde (The Next World)
11. Les nœuds se défont (Knots Untie)
12. Pas encore demain (Not Tomorrow Yet)
13. Le Même Bateau (The Same Boat)
14. Deux fois plus long (Twice as Far)
15. Est (East)
16. Dernier jour sur Terre (Last Day on Earth)

Source des titres originaux
Sources des titres FR

### Septième saison (2016-2017)
Le 30 octobre 2015, la série a été renouvelée pour une septième saison, trois semaines après le début de la diffusion de la sixième saison. Elle a été diffusée du 23 octobre 2016 au 2 avril 2017 sur AMC, aux États-Unis.
1. Le jour viendra où tu ne seras plus (The Day Will Come When You Won't Be)
2. Le Puits (The Well)
3. La Cellule (The Cell)
4. Service (Service)
5. Des mecs qui ont la gnaque (Go Getters)
6. Donne-moi ta parole (Swear)
7. Chante-moi une chanson (Sing Me a Song)
8. Les cœurs battent toujours (Hearts Still Beating)
9. Une pierre sur la route (Rock in the Road)
10. De nouveaux meilleurs amis (New Best Friends)
11. Divers ennemis et autres menaces (Hostiles and Calamities)
12. Dis okay (Say Yes)
13. Enterrez-moi ici (Bury Me Here)
14. L'Autre Côté (The Other Side)
15. Ce qui leur manque (Something They Need)
16. Le premier jour du reste de ta vie (The First Day of the Rest of Your Life)

Source des titres originaux
Sources des titres FR

### Huitième saison (2017-2018)
Le 17 octobre 2016, la série a été renouvelée pour une huitième saison de seize épisodes, une semaine avant le début de la diffusion de la septième. Elle a été diffusée du 22 octobre 2017 au 15 avril 2018 sur AMC, aux États-Unis.
1. Miséricorde (Mercy)
2. Les Damnés (The Damned)
3. Monstres (Monsters)
4. Un type ordinaire (Some Guy)
5. Une terreur comme vous (The Big Scary U)
6. Le Roi, la Veuve et Rick (The King, The Widow and Rick)
7. Après, c'est maintenant (Time for After)
8. Y'a que comme ça que ça peut marcher (How It's Gotta Be)
9. Honneur (Honor)
10. Les Égarés et les Pillards (The Lost and the Plunderers)
11. Vivant ou mort ou (Dead or Alive Or)
12. La Clé (The Key)
13. Ne nous égare pas (Do Not Send Us Astray)
14. Ça compte encore (Still Gotta Mean Something)
15. Valeur (Worth)
16. Colère (Wrath)

Source des titres originaux,
Sources des titres FR

### Neuvième saison (2018-2019)
Le 13 janvier 2018, la série a été renouvelée pour une neuvième saison de seize épisodes. Elle a été diffusée du 7 octobre 2018 au 31 mars 2019 sur AMC, aux États-Unis.
1. Un nouveau départ (A New Beginning)
2. Le Pont (The Bridge)
3. Avertissements (Warning Signs)
4. Les Obligés (The Obliged)
5. Ce qui viendra ensuite (What Comes After)
6. Que sommes-nous devenus ? (Who Are You Now)
7. Stradivarius (Stradivarius)
8. Évolution (Evolution)
9. Adaptation (Adaptation)
10. Oméga (Omega)
11. L'Échange (Bounty)
12. Les Gardiens (Guardians)
13. Goulot d'étranglement (Chokepoint)
14. Cicatrices (Scars)
15. Le Calme avant (The Calm Before)
16. La Tempête (The Storm)

Source des titres originaux,
Source des titres FR

### Dixième saison (2019-2021)
Le 4 février 2019, la série a été renouvelée pour une dixième saison de seize épisodes. Elle est diffusée depuis le 6 octobre 2019 sur AMC, aux États-Unis. En juillet 2020, à la suite de la pandémie de Covid-19, la production annonce six épisodes supplémentaires à cette saison, passant à vingt-deux épisodes au total, diffusés à partir du 28 février 2021.
1. Les Limites franchies (Lines We Cross)
2. Nous sommes la fin du monde (We Are the End of the World)
3. Fantômes (Ghosts)
4. À bas les chuchotements (Silence the Whisperers)
5. C'est toujours comme ça que ça finit (What It Always Is)
6. Les Liens (Bonds)
7. Ouvre les yeux (Open Your Eyes)
8. Le Monde d'avant (The World Before)
9. À l'étroit (Squeeze)
10. Surveillance (Stalker)
11. Étoiles filantes (Morning Star)
12. Marche avec nous (Walk with Us)
13. L'Île (What We Become)
14. Regarde les fleurs (Look at the Flowers)
15. La Tour (The Tower)
16. Une mort certaine (A Certain Doom)
17. De retour (Home Sweet Home)
18. Viens me retrouver (Find Me)
19. Encore un (One More)
20. L'Écharde (Splinter)
21. Divergence (Diverged)
22. Il était une fois Negan (Here's Negan)

Source des titres originaux,,
Source des titres FR

### Onzième saison (2021-2022)
Le 5 octobre 2019, juste avant la diffusion du premier épisode de la dixième saison, la série a été renouvelée pour une onzième et dernière saison de vingt-quatre épisodes. Découpée en trois parties de huit épisodes, la première sera diffusée à partir du 22 août 2021 sur AMC, aux États-Unis. La seconde à partir du 20 février 2022 puis la dernière à partir du 2 octobre 2022.
1. Achéron, première partie (Acheron: Part One)
2. Achéron, deuxième partie (Acheron: Part Two)
3. Traqués (Hunted)
4. Extradition (Rendition)
5. Sous les cendres (Out of the Ashes)
6. Infiltré (On the Inside)
7. Promesses non tenues (Promises Broken)
8. Offensive (For Blood)
9. Pas le choix (No Other Way)
10. Nouveaux repaires (New Haunts)
11. Transfuges (Rogue Element)
12. Les Chanceux (The Lucky Ones)
13. Chefs de guerre (Warlords)
14. Pourri en son sein (The Rotten Core)
15. Confiance (Trust)
16. Catastrophes naturelles (Acts of God)
17. Confinement (Lockdown)
18. Un nouveau pacte (A New Deal)
19. Un variant (Variant)
20. Ce qu'on a perdu (What's Been Lost)
21. Avant-poste 22 (Outpost 22)
22. Foi (Faith)
23. La Famille (Family)
24. Repose en paix (Rest in Peace)

Source des titres FR,